# Macroteleia veterna
Macroteleia veterna är en stekelart som beskrevs av Cockerell 1921. Macroteleia veterna ingår i släktet Macroteleia och familjen Scelionidae. Inga underarter finns listade i Catalogue of Life.